# Brian Jolly
Brian Jolly (nascido em 1 de março de 1946) é um ex-ciclista britânico, que competiu profissionalmente no início e final na década de 70 do século XX.
Em 1968, Jolly defendeu as cores do Reino Unido nos Jogos Olímpicos da Cidade do México, competindo na prova de estrada individual, na qual terminou em cinquentésima posição.